# Erysimum kazachstanicum
Erysimum kazachstanicum är en korsblommig växtart som beskrevs av Viktor Petrovitj Botjantsev. Erysimum kazachstanicum ingår i släktet kårlar, och familjen korsblommiga växter. Inga underarter finns listade i Catalogue of Life.